# The Adventure
Pour les articles homonymes, voir Adventure.
Singles de Angels & Airwaves
It Hurts
(2006)
Pistes de We Don't Need to Whisper
Do It for Me Now
(3) A Little's Enough
(5)
The Adventure est une chanson du groupe Angels & Airwaves qui apparaît sur l'album We Don't Need to Whisper. Sa version single est sortie le 18 mai 2006. Ce fut également la toute première chanson sortie du groupe.

## Liste des pistes
| The Adventure | The Adventure                 | The Adventure     | The Adventure | The Adventure | The Adventure | The Adventure | The Adventure | The Adventure | The Adventure |
| No            | Titre                         | Auteur            | Durée         |               |               |               |               |               |               |
| ------------- | ----------------------------- | ----------------- | ------------- | ------------- | ------------- | ------------- | ------------- | ------------- | ------------- |
| 1.            | The Adventure (Version Album) | Angels & Airwaves | 5:12          |               |               |               |               |               |               |
| 2.            | The Adventure (Version Radio) | Angels & Airwaves | 4:40          |               |               |               |               |               |               |
| 9:52          |                               |                   |               |               |               |               |               |               |               |